# 安克·屈内
安克·屈内（德語：Anke Kühne，1981年2月28日—），德国女子曲棍球运动员。她曾代表德国参加2004年和2008年夏季奥林匹克运动会曲棍球比赛，其中2004年奥运会获得一枚金牌。